# Албешть-Палеологу (комуна)
Албешть-Палеологу, Албешті-Палеологу (рум. Albești-Paleologu) — комуна у повіті Прахова в Румунії. До складу комуни входять такі села (дані про населення за 2002 рік):
- Албешть-Муру (1124 особи)
- Албешть-Палеологу (1765 осіб) — адміністративний центр комуни
- Ваду-Перулуй (2061 особа)
- Чочень (842 особи)

Комуна розташована на відстані 58 км на північ від Бухареста, 15 км на схід від Плоєшті, 91 км на південний схід від Брашова.

## Населення
За даними перепису населення 2002 року у комуні проживали 5792 особи.
Національний склад населення комуни:
| Національність | Кількість осіб | Відсоток |
| -------------- | -------------- | -------- |
| румуни         | 5791           | > 99,9%  |
| турки          | 1              | < 0,1%   |

Рідною мовою назвали:
| Мова      | Кількість осіб | Відсоток |
| --------- | -------------- | -------- |
| румунська | 5791           | > 99,9%  |
| турецька  | 1              | < 0,1%   |

Склад населення комуни за віросповіданням:
| Релігія     | Кількість осіб | Відсоток |
| ----------- | -------------- | -------- |
| православні | 5785           | 99,9%    |
| адвентисти  | 4              | 0,1%     |
| мусульмани  | 1              | < 0,1%   |